# Круглый форт
Не путать с башней мартелло
Дун, или «круглый форт», или «каменный форт» (англ. ringfort, stone fort; гэльск. и ирл. dun, уэльск. din — «гора-крепость») — тип жилого укрепления у кельтских народов времён Раннего средневековья (2-я половина I тысячелетия н. э.) на землях Ирландии, Шотландии, Уэльса, Бретани. В настоящее время известны десятки тысяч мест, где существовали подобные сооружения.
Укрепление имело круглую в плане форму диаметром 20-60 метров и иногда строилось на срезанной вершине холма (в отличие от «фортов-холмов»); в основе оно состояло из кольцевой стены (вала земляной, каменной (сухой укладки) или смешанной конструкции), иногда с плетнем. При наличии более лёгких грунтов вал обводился рвом. Валы могли образовывать 2 и 3 обвода. Жильё и хозяйственные сооружения размещались внутри оборонительного обвода.
Существовали такие сооружения, которые были предназначены исключительно для хозяйственных нужд — например, для металлургического производства.